# Agylla normalis
Agylla normalis är en fjärilsart som beskrevs av Paul Dognin 1914. Agylla normalis ingår i släktet Agylla och familjen björnspinnare. Inga underarter finns listade i Catalogue of Life.